# Echinoneidae
De Echinoneidae zijn een familie van zee-egels (Echinoidea) uit de orde Echinoneoida.

## Geslachten
- Amblypygus L. Agassiz, 1840 †
- Duperieria Roman, 1968 †
- Echinoneus Leske, 1778
- Koehleraster Lambert & Thiéry, 1921
- Micropetalon A. Agassiz & H.L. Clark, 1907
- Paramblypygus Tessier & Roman, 1973 †